# Apeadero de Parada de Aguiar
Nota: No confundir con la Estación de Vila Pouca de Aguiar, también situada en la Línea del Corgo, ni con el Apeadero de Parada, en la Línea del Duero.
El Apeadeiro de Parada de Aguiar, originalmente denominado Estación de Parada, es una plataforma ferroviaria desactivada de la Línea del Corgo, que servía a la localidad de Parada, en el ayuntamiento de Vila Pouca de Aguiar, en Portugal.

## Historia
En el proyecto para el tramo entre Ribeiro de Varges y la Estación de Pedras Salgadas, aprobado por una ordenanza del 14 de septiembre de 1905, estaba planeada la construcción de tres estaciones, siendo una la de Parada. El tramo entre las Estaciones de Vila Real y Pedras Salgadas de la Línea del Corgo fue inaugurado el 15 de julio de 1907.
En 1933, la Compañía Nacional de Ferrocarriles, que estaba explotando esta línea, instaló un sistema de canalización de agua a partir del Túnel de Parada, con el fin de abastecer la toma de agua en esta plataforma, entonces con la categoría de estación.
El tramo entre Chaves y Vila Real fue cerrado en 1990.